# Kozje
Kozje là một khu tự quản (tiếng Slovenia: občine, số ít – občina) trong vùng Savinjska của Slovenia. Kozje có diện tích 89.7 km2, dân số là theo điều tra ngày 31 tháng 3 năm 2002 là 3406 người. Thủ phủ khu tự quản Kozje đóng tại Kozje.